# Zimbru Chișinău
Football Club Zimbru Chișinău, auch bekannt als FC Zimbru, ist ein moldauischer Fußballverein in Chișinău. Nach der Unabhängigkeit der Republik Moldau war Zimbru der führende Verein des Landes, ehe er ab der Jahrtausendwende von anderen Klubs verdrängt wurde. Zimbru zählt mit acht Meistertiteln und sechs Pokalsiegen dennoch zu den erfolgreichsten Fußballklubs der Republik Moldau.

## Geschichte

### Zu Zeiten der Sowjetunion (1947–1992)
1947 erfolgte die Gründung des Vereins Dinamo Chișinău, nannte sich aber bereits drei Jahre später in Burevestnik Chișinău um. Unter diesem Namen gelang 1955 der Aufstieg in die erste sowjetische Liga. Ab 1958 nannte sich der Verein Moldova Chișinău. Unter diesem Namen stieg der Klub 1964 aus der ersten Liga ab. Bis 1965 und 1967 bis 1971 hieß der Verein Moldova Chișinău, 1966 für ein Jahr Aventul Chișinău. Unter dem 1972 gegebenen Namen Nistru Chișinău gelang 1973 und 1982 die Rückkehr ins Oberhaus, nach jeweils einer Saison musste man jedoch wieder absteigen. 1986 ging es sogar in die dritte Liga, erst 1988 gelang der Wiederaufstieg.

### Per Unabhängigkeit Moldaus zum führenden Verein (1992–2000)
Nach dem Zerfall der Sowjetunion und der daraus resultierenden Unabhängigkeit Moldaus wurde dem Verein der heutige Name verliehen und die Mannschaft nahm als Gründungsmitglied am Spielbetrieb in der Divizia Națională teil.
Unmittelbar mit dem Start der Liga setzte sich Zimbru an der Tabellenspitze fest und gewann – mit Ausnahme der Saison 1996/97 – immer den Meistertitel. In der Auftaktsaison wurde der Meistertitel etwas kurios vergeben. Da man mit Tiligul Tiraspol punktgleich war, hätte es ein Entscheidungsspiel um die Meisterschaft geben müssen. Da der Verein aus Tiraspol die Teilnahme jedoch verweigerte, wurde der Meistertitel direkt Zimbru zuerkannt.
Nachdem die Auftaktsaison nur ein Halbjahr umfasste, gab Zimbru sein internationales Debüt erst im Anschluss an die Saison 1992/93. Die Mannschaft aus Chișinău nahm an der Vorrunde der UEFA Champions League 1993/94 teil, schied dort jedoch gegen Beitar Jerusalem aus. Auch im Folgejahr konnte man sich in der Vorrunde des UEFA-Pokals nicht durchsetzen. In der Saison 1994/95 konnte Zimbru erstmals bis ins Finale des moldauischen Pokals vorstoßen, verlor dieses jedoch gegen Tiligul Tiraspol mit 0:1.
Erstmals erreichte man eine internationale Endrunde, als man sich in der Qualifikation zum UEFA-Pokal 1995/96 mit 2:0 und 0:0 gegen Hapoel Tel Aviv durchsetzen konnte. In der ersten Runde spielte Zimbru gegen RAF Jelgava und konnte beide Partien mit 1:0 und 2:1 für sich entscheiden. In der zweiten Runde musste man sich allerdings Sparta Prag mit 3:4 und 0:2 geschlagen geben.
In der Saison 1995/96 hatte Zimbru insgesamt 110 Tore erzielt. In der darauffolgenden Saison wurde dieser Rekord nochmal um zwei Tore überboten. Allerdings musste der Verein im Kampf um die Meisterschaft dem Stadtrivalen Constructorul Chișinău den Vortritt lassen. Nichtsdestotrotz setzte sich Zimbru im Pokalfinale nach Elfmeterschießen gegen FC Nistru Otaci durch und sicherte sich einen Platz für den Europapokal der Pokalsieger 1997/98. In der Qualifikation scheiterte man jedoch an Schachtar Donezk.
In der Saison 1997/98 gewann Zimbru zum bisher einzigen Mal das nationale Double aus Meisterschaft und Pokal. Aufgrund von Änderungen der Regularien für den Europapokal war Zimbru als Meister nun wieder zur Teilnahme an der Qualifikation zur UEFA Champions League berechtigt. In der ersten Runde traf man auf Újpest Budapest – im Hinspiel gewann man mit 1:0, verlor aber das Rückspiel mit 1:3 und schied aus.
In der Saison 1998/99 gab es einmalig eine Meisterrunde nach der Hauptrunde. In beiden führte Zimbru die Tabelle souverän an und spielte erneut in der Champions-League-Qualifikation mit. In der 1. Runde setzte man sich mit einem Gesamtscore von 10:0 – der höchste in der Vereinsgeschichte – gegen St Patrick’s Athletic durch. Auch die 2. Runde gegen FC Dinamo Tiflis konnte überstanden werden. Nach einer 2:1-Hinspielniederlage setzte sich der Verein aus Chișinău mit 2:0 durch. In der letzten Runde traf man auf die PSV Eindhoven; nach einem torlosen Hinspiel verlor man jedoch mit 0:2 und spielte daraufhin im UEFA-Pokal. Allerdings kam man dort nicht über die 1. Runde gegen Tottenham Hotspur hinaus.
Den achten und bisher letzten Meistertitel gewann Zimbru in der Saison 1999/2000, was gleichbedeutend mit der bisher letzten Teilnahme an den Qualifikationsspielen zur UEFA Champions League war. Nach Siegen über SK Tirana und NK Maribor stieß die Mannschaft erneut bis in die dritte Runde vor, wo sie jedoch beide Partien gegen Sparta Prag verloren hatte. Weiters unterlag man erneut in der 1. Runde des UEFA-Pokals; diesmal hieß der Gegner Hertha BSC.

### Im Schatten des Sheriff (2000–2010)
Ab der Jahrtausendwende fing der noch recht junge Verein Sheriff Tiraspol an, die Vormachtstellung im moldauischen Oberhaus zu übernehmen, sodass Zimbru zunehmend in den Schatten des Konkurrenten aus Tiraspol geriet. In der Saison 2000/01 wurde Zimbru mit einem Punkt Rückstand auf Sheriff Vizemeister und schied anschließend in der Qualifikation zum UEFA-Pokal 2001/02 gegen Gaziantepspor aus.
In der Folgesaison erreichte man sogar nur Platz 3, was zugleich der schlechtesten Platzierung seit der moldauischen Unabhängigkeit entsprach. In der Qualifikation zum UEFA-Pokal konnte man sich diesmal aber gegen den IFK Göteborg durchsetzen und erreichte so die 1. Runde, die jedoch gegen Betis Sevilla verloren ging.
In der Saison 2002/03 wurde Zimbru erneut Vizemeister, durfte diesmal aber nach einem Sieg im Elfmeterschießen gegen Nistru Otaci seinen dritten Pokalsieg bejubeln. Erneut konnte man sich nach Weiterkommen gegen Litex Lowetsch für die 1. Runde des UEFA-Pokals qualifizieren. Dort schied der Verein abermals aus; Gegner war diesmal Aris Thessaloniki.
Der Pokal konnte in der darauffolgenden Spielzeit nach einem 2:1 über Sheriff Tiraspol verteidigt werden. Allerdings erhielt Zimbru für die kommende Saison keine Lizenz für die Teilnahme am Europapokal. Der Viertplatzierte FC Tiraspol rückte stattdessen für den Verein aus Chișinău auf. Die Talfahrt des einstigen Rekordmeisters setzte sich weiter fort; so wurde man in der Saison 2004/05 nur Fünfter. Der Rückstand auf den ersten Europapokalplatz, den der drittplatzierte Lokalrivale FC Dacia Chișinău belegte, betrug allerdings nur zwei Punkte.
In der Saison 2005/06 erlangte Zimbru eine erneute Vizemeisterschaft und kehrte somit nach drei Jahren Pause in den Europapokal zurück. Erstmals musste der Verein aus Chișinău mehrere Qualifikationsrunden bestehen, um die Endrunde des UEFA-Pokals zu erreichen. Nachdem in der ersten Runde Qarabağ Ağdam nach Verlängerung bezwungen wurde, schied man in der zweiten Runde gegen Metalurh Saporischschja aus.
Mit 71 Punkten erreichte Zimbru in der Liga seine beste Punktzahl im neuen Millennium, doch der Punkteabstand zum Serienmeister Sheriff Tiraspol war mit 21 Punkten unentbehrlich. Nach einem 1:0 über Nistru Otaci konnte aber zum fünften Mal der Gewinn des moldauischen Pokals fixiert werden. In der 1. Qualifikationsrunde zum UEFA-Pokal 2007/08 schied man jedoch aufgrund der Auswärtstorregel gegen FC Artmedia Petržalka aus.
Am Ende der Saison 2007/08 machte sich erneut Enttäuschung im Verein breit, nachdem erneut nur Platz 5 und das erneute Verpassen des Europapokals zu Buche stand. In der Saison 2008/09 reichte es wiederum nur zum vierten Platz. Parallel hatte Sheriff mit seinem neunten Meistertitel in Folge Zimbru als Rekordmeister der Republik Moldau abgelöst. Allerdings reichte der vierte Platz für die Teilnahme an der Qualifikation zur neuen UEFA Europa League. In der 1. Runde setzte man sich knapp gegen Oqschetpes Kökschetau durch, ehe man sich in der 2. Runde dem FC Paços de Ferreira geschlagen geben musste. Auch in der Saison 2009/10 wurde Zimbru Vierter. Da der Pokalsieger allerdings nicht unter den Top 3 platziert war, musste sich der Verein erneut ohne Teilnahme am Europapokal zurechtfinden.

### Europäisch und erfolglos (2010–2016)
Durch die anhaltende Dominanz von Sheriff Tiraspol und dem temporären Aufstieg anderer Vereine wurde der Kampf um die Meisterschaft für Zimbru nicht mehr zur Selbstverständlichkeit. Daher wurde mittlerweile als primäres Ziel das Erreichen des Europapokals gesetzt. In der Saison 2010/11 wurde dieses Ziel mit einem knappen vierten Platz verfehlt, aber in der Folgesaison reichten die Leistungen für Platz 3. In der Qualifikation zur UEFA Europa League 2012/13 spielte man in der 1. Runde gegen Bangor City und setzte sich knapp durch. Nachdem in der 2. Runde gegen den BSC Young Boys beide Partien jeweils mit 1:0 für die Heimmannschaft endeten, stand der Verein nah an seiner ersten großen Sensation im Europapokal. Doch dann wurde das Elfmeterschießen verloren, womit man ausgeschieden war.
In der Saison 2012/13 wurde mit dem sechsten Platz eine neue schlechteste Platzierung von Zimbru in der moldauischen Liga belegt. Eine Spielzeit später wurde zwar nur Platz 4 belegt, dafür aber mit einem 3:1-Erfolg über Sheriff Tiraspol der moldauische Pokal zum sechsten Mal gewonnen. Dem fügte man im Anschluss den Sieg im moldauischen Supercup hinzu, der ebenfalls gegen Sheriff gewonnen wurde. Es sollte der bisher letzte Vereinstitel für Zimbru sein.
In der Qualifikation zur UEFA Europa League 2014/15 konnte sich der Verein aus Chișinău überraschend bis in die Play-off-Runde kämpfen. Gegen den KF Shkëndija kam man mit nur einem Tor Unterschied weiter, gegen ZSKA Sofia sowie den SV Grödig nur aufgrund der Auswärtstorregel. Auch in der Play-off-Runde gegen PAOK Thessaloniki wurde das Hinspiel mit 1:0 gewonnen. Allerdings verlor man im Rückspiel mit 0:4 und verpasste damit die erste internationale Gruppenphase im letzten Schritt.
In der Saison 2014/15 wurde Zimbru erneut nur Sechster. Mit 27 Punkten erlangte man einen neuen vereinsinternen Negativrekord. Erst in der darauffolgenden Spielzeit erlangte man als Drittplatzierter erneut einen Qualifikationsplatz für die Europa League. In der 1. Runde kam Zimbru wegen der Auswärtstorregel gegen Tschichura Satschchere weiter, schied aber in der 2. Runde deutlich gegen Osmanlispor aus.

### Ehemaliger Rekordmeister im Abstiegskampf (2016–2022)
Ab der Saison 2016/17 durchlebte Zimbru Chișinău die bisher schwerste Phase seiner Vereinsgeschichte. Weil finanzielle Mittel fehlten, schwächte sich der Klub bei weitestgehend gleichbleibender Konkurrenz zunehmend. Nachdem 2016/17 der fünfte Platz belegt wurde, musste man in der Halbsaison 2017 erstmals um den Klassenerhalt zittern. Zimbru wurde Achter – die schlechteste Platzierung der Vereinsgeschichte – und hatte nur fünf Punkte Vorsprung auf den Abstiegsplatz. Nach einem weiteren fünften Platz in der Saison 2018 wurde man 2019 Siebter. Statistisch war es allerdings die schlechteste Saison des Vereins überhaupt. So hatte man von 28 Spielen nur drei gewonnen, war im Torverhältnis sowohl von den eigenen Treffern (16) als auch von den Gegentoren (43) her so schlecht dran wie nie zuvor, und sammelte mit 16 Punkten weniger denn je.
Diese Krise des Vereins sollte aber vorerst anhalten. In der Saison 2020/21 wurde man erneut Achter, auf den ersten Abstiegsplatz hatte man diesmal sogar nur zwei Punkte Vorsprung. Für viele Vereine war es eine Rekordsaison, so hatte sich bei Zimbru die Anzahl an Gegentoren (63) nochmal massiv gesteigert. In der Saison 2021/22 musste sich Zimbru als Siebtplatzierter in der Relegation stellen. Allerdings gewann man gegen Spartanii Selemet mit 1:0 und verhinderte so den ersten Abstieg der Vereinsgeschichte.

### Gegenwart (seit 2022)
Die Reformation der moldauischen Liga schien gleichzeitig eine Wende im Verein einzuleiten. Zimbru kehrte mit der Saison 2022/23 vorerst wieder unter den Kreis der Spitzenmannschaften der Republik Moldau zurück. Sowohl in der Hauptrunde als auch in der neu eingeführten Meisterrunde belegte Zimbru den dritten Platz und kehrte nach sieben Jahren wieder in den Europapokal zurück. In der Qualifikation zur UEFA Europa Conference League hatte man die 1. Runde gegen die SP La Fiorita knapp überstanden. Anschließend schied man in der 2. Runde mit einem Gesamtscore von 0:9 gegen Fenerbahçe Istanbul aus. So hoch war Zimbru zuvor noch nie ausgeschieden.
In der Saison 2023/24 wurde der Verein erneut Dritter. Erneut nahm er an der Conference-League-Qualifikation teil und durfte dieses Mal in der zweiten Runde einsteigen. Dort schied Zimbru jedoch gegen den FC Ararat-Armenia aus. In der Saison 2024/25 wurde Zimbru zwar Vizemeister hinter FC Milsami, aber verlor die Spiele der 2. Qualirunde für die Conference League gegen FC Ararat-Armenia mit 3:0 und 3:1.

## Erfolge
- Moldauische Meisterschaft (8): 1992, 1992/93, 1993/94, 1994/95, 1995/96, 1997/98, 1998/99, 1999/2000
- Moldauischer Pokal (6): 1996/97, 1997/98, 2002/03, 2003/04, 2006/07, 2013/14
- Moldauischer Supercup (1): 2014

## Europapokalbilanz
| Saison    | Wettbewerb                    | Runde                  | Gegner                  | Gesamt          | Hin     | Rück          |
| --------- | ----------------------------- | ---------------------- | ----------------------- | --------------- | ------- | ------------- |
| 1993/94   | UEFA Champions League         | Vorrunde               | Beitar Jerusalem        | 1:3             | 1:1 (H) | 0:2 (A)       |
| 1994/95   | UEFA-Pokal                    | Qualifikation          | Kispest-Honvéd Budapest | 1:5             | 1:4 (A) | 0:1 (H)       |
| 1995/96   | UEFA-Pokal                    | Qualifikation          | Hapoel Tel Aviv         | 2:0             | 2:0 (H) | 0:0 (A)       |
| 1995/96   | UEFA-Pokal                    | 1. Runde               | FK Jelgava              | 3:1             | 1:0 (H) | 2:1 (A)       |
| 1995/96   | UEFA-Pokal                    | 2. Runde               | Slavia Prag             | 3:6             | 3:4 (A) | 0:2 (H)       |
| 1996/97   | UEFA-Pokal                    | Vorrunde               | Hajduk Split            | 1:6             | 0:4 (H) | 1:2 (A)       |
| 1997/98   | Europapokal der Pokalsieger   | Qualifikation          | Schachtar Donezk        | 1:4             | 1:1 (H) | 0:3 (A)       |
| 1998/99   | UEFA Champions League         | 1. Qualifikationsrunde | Újpest Budapest         | 2:3             | 1:0 (H) | 1:3 (A)       |
| 1999/2000 | UEFA Champions League         | 1. Qualifikationsrunde | St. Patrick's Athletic  | 10:0            | 5:0 (A) | 5:0 (H)       |
| 1999/2000 | UEFA Champions League         | 2. Qualifikationsrunde | FC Dinamo Tiflis        | 3:2             | 1:2 (A) | 2:0 (H)       |
| 1999/2000 | UEFA Champions League         | 3. Qualifikationsrunde | PSV Eindhoven           | 0:2             | 0:0 (H) | 0:2 (A)       |
| 1999/2000 | UEFA-Pokal                    | 1. Runde               | Tottenham Hotspur       | 0:3             | 0:3 (A) | 0:0 (H)       |
| 2000/01   | UEFA Champions League         | 1. Qualifikationsrunde | SK Tirana               | 6:4             | 3:2 (A) | 3:2 (H)       |
| 2000/01   | UEFA Champions League         | 2. Qualifikationsrunde | NK Maribor              | 2:1             | 2:0 (H) | 1:2 (A)       |
| 2000/01   | UEFA Champions League         | 3. Qualifikationsrunde | Sparta Prag             | 0:2             | 0:1 (H) | 0:1 (A)       |
| 2000/01   | UEFA-Pokal                    | 1. Runde               | Hertha BSC              | 1:4             | 1:2 (H) | 0:2 (A)       |
| 2001/02   | UEFA-Pokal                    | Qualifikation          | Gaziantepspor           | 1:4             | 0:0 (H) | 1:4 (A)       |
| 2002/03   | UEFA-Pokal                    | Qualifikation          | IFK Göteborg            | 5:3             | 3:1 (H) | 2:2 (A)       |
| 2002/03   | UEFA-Pokal                    | 1. Runde               | Betis Sevilla           | 1:4             | 0:2 (H) | 1:2 (A)       |
| 2003/04   | UEFA-Pokal                    | Qualifikation          | Litex Lowetsch          | 2:0             | 0:0 (A) | 2:0 (H)       |
| 2003/04   | UEFA-Pokal                    | 1. Runde               | Aris Thessaloniki       | 2:3             | 1:1 (H) | 1:2 (A)       |
| 2006/07   | UEFA-Pokal                    | 1. Qualifikationsrunde | Qarabağ Ağdam           | 3:2             | 1:1 (H) | 2:1 n. V. (A) |
| 2006/07   | UEFA-Pokal                    | 2. Qualifikationsrunde | Metalurh Saporischschja | 0:3             | 0:0 (H) | 0:3 (A)       |
| 2007/08   | UEFA-Pokal                    | 1. Qualifikationsrunde | FC Artmedia Petržalka   | (a)3:3(a)       | 1:1 (A) | 2:2 (H)       |
| 2009/10   | UEFA Europa League            | 1. Qualifikationsrunde | Oqschetpes Kökschetau   | 3:2             | 1:2 (A) | 0:2 (H)       |
| 2009/10   | UEFA Europa League            | 2. Qualifikationsrunde | FC Paços de Ferreira    | 0:1             | 0:0 (H) | 0:1 (A)       |
| 2012/13   | UEFA Europa League            | 1. Qualifikationsrunde | Bangor City             | 2:1             | 0:0 (A) | 2:1 (H)       |
| 2012/13   | UEFA Europa League            | 2. Qualifikationsrunde | BSC Young Boys          | 1:1 (1:4 i. E.) | 0:1 (A) | 1:0 n. V. (H) |
| 2014/15   | UEFA Europa League            | 1. Qualifikationsrunde | KF Shkëndija            | 3:2             | 1:2 (A) | 2:0 (H)       |
| 2014/15   | UEFA Europa League            | 2. Qualifikationsrunde | ZSKA Sofia              | (a)1:1(a)       | 1:1 (A) | 0:0 (H)       |
| 2014/15   | UEFA Europa League            | 3. Qualifikationsrunde | SV Grödig               | (a)2:2(a)       | 2:1 (H) | 0:1 (H)       |
| 2014/15   | UEFA Europa League            | 4. Qualifikationsrunde | PAOK Thessaloniki       | 1:4             | 1:0 (H) | 0:4 (A)       |
| 2016/17   | UEFA Europa League            | 1. Qualifikationsrunde | Tschichura Satschchere  | (a)3:3(a)       | 0:1 (H) | 3:2 (A)       |
| 2016/17   | UEFA Europa League            | 2. Qualifikationsrunde | Osmanlispor             | 2:7             | 2:2 (H) | 0:5 (A)       |
| 2023/24   | UEFA Europa Conference League | 1. Qualifikationsrunde | SP La Fiorita           | 2:1             | 1:1 (A) | 1:0 (H)       |
| 2023/24   | UEFA Europa Conference League | 2. Qualifikationsrunde | Fenerbahçe Istanbul     | 0:9             | 0:5 (A) | 0:4 (H)       |
| 2024/25   | UEFA Conference League        | 2. Qualifikationsrunde | FC Ararat-Armenia       | 1:6             | 0:3 (H) | 1:3 (A)       |
| 2025/26   | UEFA Conference League        | 2. Qualifikationsrunde | FK Astana               | 1:3             | 1:1 (A) | 0:2 (A)       |

Legende: (H) – Heimspiel, (A) – Auswärtsspiel, (N) – neutraler Platz, (a) – Auswärtstorregel, (i. E.) – im Elfmeterschießen, (n. V.) – nach Verlängerung

## Bekannte ehemalige Spieler
- Pavel Ciobanu
- Serghei Cleșcenco
- Eugeniu Cociuc
- Alexandru Curtianu
- Serghei Kvasnikov
- Iurie Livandovschi
- Radu Rebeja
- / Igor Armasch
- Achmet Barachojew
- Sergei Koschanow
- Wladimir Schischelow
- / Juri Sewidow
- / Grigori Janez
- Serhij Turjanskyj
- Wladimir Fink
- Robertas Tautkus
- Wladimir Busmakow
- İskəndər Cavadov
- Şahin Diniyev
- Lewani Gwassawa
- Bojan Simić

## Trainerhistorie
Alle Trainer seit Gründung der moldauischen Liga 1992 (zuvor nur zwei Saisons in der höchsten sowjetischen Liga), die mindestens zwölf Monate im Amt waren bzw. sind:
- Sergiu Sirbu (1992–1993; interimistisch: 2002, 2012 & 2014)
- Alexandru Spiridon (1994–96)
- Semen Altman (1996–1999)
- Gabriel Stan (2002–2003)
- Gheorghe Niculescu (2003–2005)
- Ivan Tabanov (2005–2007; 2009–2011)
- Oleksandr Sevidov (2007–2008)
- Serghei Stroenco (2011–2012)
- Oleg Kubarev (2013–2014)
- Lilian Popescu (2022–2024)
- Hikmet Karaman (2024–)